# Tibolddaróc
Tibolddaróc é um município da Hungria, situado no condado de Borsod-Abaúj-Zemplén. Tem 30,31 km² de área e sua população em 2015 foi estimada em 1.362 habitantes.